# Io & tu - Confusione d'amore
Io & tu - Confusione d'amore (Hum Tum) è un film romantico indiano del 2004, scritto da Siddharth Anand e Kunal Kohli e diretto dallo stesso Kunal Kohli. Il film è stato prodotto da Aditya Chopra insieme a Yash Chopra.
Il film è stato trasmesso in Italia su Raiuno il 16 agosto 2008 in prima serata; nella versione televisiva sono state tagliate tutte le scene musicali. Il film vede come protagonisti le star di Bollywood Rani Mukherjee e Saif Ali Khan.

## Trama
Rhea e Karan sono due ragazzi indiani che vivono a New Delhi in India: lei è una studentessa seria e giudiziosa, lui un apprendista fumettista attaccabrighe ed infantile.
Un giorno il destino vuole che i due si ritrovino vicini sullo stesso volo per New York. Dopo l'imbarazzo iniziale lui tenta di provarci, ma lei risponde in maniera acida. Tra i due è odio. Le loro strade si dividono. Passa un anno e i due si ritrovano a New York; lei è sempre più acida e lui impotente dinanzi a lei di fare la qualunque cosa. Il breve incontro finisce e le loro strade si dividono ancora. Passano altri tre anni. La madre di Karan gestisce un'agenzia matrimoniale e chiede al figlio di organizzare e gestire il matrimonio di una sua cliente. A malincuore accetta. Ma quasi per ironia della sorte, la sposa che si appresta al grande passo è proprio Rhea. Karan quindi assiste alle nozze di lei ed è costretto a doverle dirle addio all'aeroporto. Lei va via con il suo neo marito Sameer. Passa ancora del tempo e ritroviamo i nostri due protagonisti su un treno per Parigi. Lui è diventato un fumettista famoso, lei ha aperto una boutique. Karan viene a sapere che Sameer, il marito di Rhea, è morto in un incidente. Da questo momento Karan inizia a frequentare Rhea in maniera assidua, anche se lei è alquanto restia e infastidita in principio. I due col tempo diventano amici.
Arriva il giorno che li divide nuovamente per poi farli reincontrare tempo dopo. Ormai tra i due sta nascendo qualcosa. La madre di Rhea un giorno dice a Karan di trovare un uomo per sua figlia, cosicché Karan le presenta il suo migliore amico Mihir. Ma quest'ultimo s'innamora di un'amica di Karan e la sposa. Scoperto il tentativo di Karan, Rhea scappa via piangendo, dopo aver litigato animatamente con Karan. Loro due si sono innamorati l'uno dell'altro ma non hanno il coraggio di dichiararsi. Così dopo aver fatto pace passano la notte insieme. Ma invece di unirli, ciò li divide nuovamente. Lui vorrebbe dichiararsi ma si sente in colpa per aver passato la notte con lei. Mentre lei vorrebbe solo sentirsi dire "ti amo". Nessuno fa il primo passo. La storia sembra essere finita per sempre. Ma un giorno, parecchi anni dopo, i due s'incontrano per l'ennesima volta. Questa volta, però, esprimono i sentimenti reciproci. Il loro amore li porterà al matrimonio.

## Premi
- 2005 National Film Award: Miglior Attore (Saif Ali Khan)
- 2005 Filmfare Award: Miglior Regista (Kunal Kohli), Miglior Attrice (Rani Mukherjee), Miglior Attore di Commedia (Saif Ali Khan), Miglior Playback femminile, Miglior Scena.

## Curiosità
- Il film è liberamente ispirato al celebre film Harry, ti presento Sally.... Infatti i due film si svolgono allo stesso modo: incontro casuale, in seguito diversi incontri che avvengono nell'arco di un tempo relativamente breve (un paio di anni), nascita di un'amicizia ed infine l'amicizia che diventa amore.
- In Italia è stato trasmesso all'interno del ciclo Amori con... turbanti.
- Il film è intervallato con scene a fumetto, il fumetto che lo stesso protagonista Karan disegna. Nelle ultime scene appaiono i due personaggi del fumetto (Hum & Tum) che esclamano: "«...ehi ragazzi... Dove andate? La storia non è ancora finita....»".